# Donna Strickland
Donna Strickland ili Donna Theo Strickland (Guelph, Ontario, 27. svibnja 1959.), kanadska fizičarka. Diplomirala (1981.) na Sveučilištu McMaster u Hamiltonu, Ontario, doktorirala (1989.) na Sveučilištu u Rochesteru (SAD). Radila je u Nacionalnom istraživačkom vijeću Kanade u Ottawi (od 1988. do 1991.), u Nacionalnom Laboratoriju u Livermoreu, SAD (od 1991. do 1992.), na Sveučilištu u Princetonu, SAD (od 1992. do 1997.) i Sveučilištu u Waterloou, Kanada (od 1997.). Bavi se nelinearnom optikom, fizikom lasera, proučavanjem međudjelovanja laserske svjetlosti i tvari. U suradnji s G. Mourouom pridonijela je razvoju laserskih sustava za stvaranje iznimno kratkih (10–15 s) optičkih pulseva velike snage (1015 W), koji se danas koriste za precizno rezanje u industriji i u medicini. Za razvoj metode stvaranja ultrakratkih optičkih pulseva velike snage dobila je s G. Mourouom Nobelovu nagradu za fiziku (2018.). Iste je godine nagrađen i A. Ashkin.

## Ultrakratki optički pulsevi velike snage
Ultrakratki optički pulsevi velike snage ili iznimno kratki optički pulsevi velike snage (eng. Chirped Pulse Amplification ili CPA tehnika) nastali su u težnji stvaranja laserske svjetlosti što veće snage i jakosti, a to se nastoji još od izuma lasera 60-tih godina 20. stoljeća. Povijesno gledano, rješenje se tražilo razvijanjem metoda stvaranja što kraćih laserskih pulseva kako bi se dana količina energije isporučila u kraćem vremenskom prozoru čime se povećava jakost svjetlosti. Osnovni preduvjet pojave nelinearnih optičkih učinaka je da jakost električnog polja laserske svjetlosti (svjetlost je elektromagnetski val) mora biti usporediva s električnim poljem koje veže elektrone unutar atoma. Tehnike razvijene 1960-tih omogućile su stvaranje pulseva vršne snage reda veličine gigavata (GW) čime su stvoreni preduvjeti za istraživanja nelinearnih optičkih učinaka kao što su miješanje više svjetlosnih valova, stvaranje viših harmonika, samofokusiranje, stimulirano Ramanovo raspršenje i tako dalje. Ironično, isti razlog koji je omogućio istraživanje novih pojava usporio je daljnji napredak u razvoju laserskih izvora još veće snage koji bi na primjer omogućili stvaranje laserske plazme i razvoj novih područja istraživanja kao što je relativistička optika. Tipično se pojačanje pulseva odvija u odgovarajućem kristalu (najčešće u titanijem dopiranom safiru) u kojem je optičkim putem pohranjena energija koju puls koji pojačavamo treba "pokupiti". Problem nastaje kada su ti pulsevi toliko kratki da, zbog svoje velike snage koja je koncentrirana u vrlo malom vremenskom rasponu, uzrokuju fizička oštećenja kristala, kroz učinak samofokusiranja i filamentacije laserske zrake u kristalu. Smanjenjem jakosti pulsa drastično se umanjuje učinkovitost procesa pojačanja te se činilo kako će biti nemoguće razviti tehnologiju do stupnja koji bi omogućio izradu pouzdanih laserskih izvora ultrakratkih (pikosekundnih i femtosekundnih) pulseva koji bi se mogli koristiti i izvan najnaprednijih znanstvenih instituta.
Strickland i Mourou na svoju revolucionarnu ideju došli su posudivši zamisao nešto ranije razvijen u radarskoj tehnologiji gdje je jedan od problema bio kako povećati domet i preciznost radarskog otkrivanja (detekcije). Veći domet ostvariv je povećanjem snage radio valova, dok se preciznost može povećati slanjem kratkih pulseva radio valova. Glavna tehnološka prepreka bila je u razvoju odgovarajućih elektroničkih pojačala signala koji bi davali mikrovalno zračenje željenih svojstava što je riješeno korištenjem rastegnutih pulseva kako bi pojačalo radilo smanjenom snagom u duljem vremenskom periodu dok se skupljanje pulseva, ako je bilo potrebno, radilo nakon detekcije povratnog
zračenja.
Kako bi se shvatio način rada iznimno kratkih optičkih pulseva velike snage ili CPA tehnike potrebno je najprije poznavati osnovna svojstva lasera. Iako se najčešće pogrešno smatra kako je po određenju laser monokromatski (jednobojni) izvor elektromagnetskog zračenja, kada je riječ o pulsnim laserima, kao posljedica Fourierovih transformacija, spektar laserskog zračenja nije više uzak već mu je širina određena trajanjem pulsa u vremenu. Što su laserski pulsevi kraći, to im je spektar širi. Korištenjem disperzivnih dijelova, kao što su recimo optičke rešetke, moguće je manipulirati laserskim pulsevima na način da se mijenja duljina puta valova različitih valnih duljina pulsa čime je moguće produljiti puls u vremenu: duljina puta koji prođu kraće (plave) valne duljine je dulja od duljine puta koji prođu dulje (crvene) valne duljine. Za laserski puls kojemu dulje valne duljine prethode kraćima kažemo da posjeduje pozitivni cvrkut (eng. chirp) jer frekvencija valova raste s vremenom prolaska pulsa, dok u suprotnom slučaju govorimo o negativnom cvrkutu. U oba slučaja kao rezultat imamo proširenje laserskog pulsa u vremenu. Kako se disperzijom očito mijenja i profil (poprečni presjek) zrake koja se širi i divergira, potrebno je upotrijebiti još jednu rešetku kako bi se poništio taj učinak i zraka zadržala svoju paralelnost. Najčešće se koristi dvostruki prolaz kroz sustav dvije rešetke kako bi se laserskoj zraci vratio početni profil. CPA tehnika (pojačanje rastegnutog pulsa), u pojednostavnjenoj slici, svodi se na sljedeće: laserski puls koji želimo pojačati najprije se rastegne u vremenu kako bi mu se smanjila vršna snaga, zatim ga se pojača, i nakon toga ponovno skrati na početnu vrijednost koristeći disperzijske optičke dijelove kao što su optičke rešetke ili prizme.
G. Mourou iznimno je aktivan znanstvenik čiji je rad prepoznat i cijenjen u cijelom svijetu zbog svog doprinosa u područjima elektronike, optoelektronike, arheologije i medicine. Između ostalog, idejni je začetnik europskog projekta Extreme Light Infrastructure (ELI) čiji je cilj izgradnja laserskih sustava koji će svojim svojstvima, jakoćom i kratkoćom laserskog pulsa, nadmašiti sve postojeće lasere. Planirana vršna snaga ovih lasera bit će desetak petavata (deset milijuna milijardi vata), što odgovara jakošću zračenja većem od zračenja površine Sunca.
Nakon M. Curie i M. Goeppert-Mayer, D. Strickland tek je treća žena i jedina živuća ženska dobitnica Nobelove nagrade za fiziku. Nagradu je podijelila sa svojim nekadašnjim suradnikom i doktorskim mentorom G. Mourouom, s kojim je sredinom 1980-tih razvila CPA tehniku koja je omogućila povećanje snage i jakosti laserske svjetlosti za nekoliko redova veličine i time otvorila brojna nova područja istraživanja i primjene lasera.
Iako je ova tehnika omogućila značajni napredak u razvoju lasera postavlja se pitanje zašto je razvoj ove tehnike toliko važan da zaslužuje Nobelovu nagradu? Odgovor leži u brojnim važnim područjima znanosti, medicine i industrije gdje su ovi laseri našli svoju primjenu. U znanosti, najpoznatija primjena lasera zasnovanih na CPA tehnici koristi kratkoću ovih pulseva za spektroskopsko praćenje dinamike kemijskih reakcija, molekularnih vibracija i prijelaznih stanja gdje se procesi odvijaju na femtosekundnoj vremenskoj skali (femtosekunda je milijunti dio milijarditog dijela sekunde) te za moguću lasersku manipulaciju kemijskim reakcijama, za što je A. Zewailu dodijeljena Nobelova nagrada za kemiju 1999. Novi laserski izvori zasnovani na CPA zamisli koriste se za izradu ubrzivača čestica (akceleratora) na bazi laserski inducirane plazme koji bi jednog dana, zbog svoje kompaktnosti, mogli zamijeniti radiofrekventne ubrzivače čestica kakvi se danas koriste u bolnicama za na primjer radioterapiju tumora. Nadalje, ovi laserski izvori omogućili su proboj i ubrzali razvoj područja istraživanja vezanih uz stvaranje visokih harmonika, kako bi se valne duljine laserskih izvora iz tradicionalnog područja vidljivog dijela spektra pomakle prema dubokom ultraljubičastom i rendgenskom području.
Rezultati ovih istraživanja omogućili su razvoj tehnika za stvaranje još tisuću puta kraćih, atosekundnih laserskih pulseva, čime je omogućeno donedavno nezamislivo praćenje dinamike elektrona unutar atoma. Svoju primjenu ultrakratki laseri nalaze u znanstvenim istraživanjima s velikom mogućnošću primjene kao što su razvoj novih učinkovitijih katalizatora, sunčevih ćelija, novih izvora energije, učinkovitijih načina spremanja podataka, te u razvoju novih lijekova. Svim navedenim istraživanjima zajedničko je da se većina najvažnijih procesa odvija na ultrakratkoj vremenskoj skali. U posljednja 3 desetljeća izvori ultrakratkih laserskih zraka našli su svoju primjenu i u brojnim područjima izvan znanosti, kao što su precizno mikrostrukturiranje te u oftalmologiji za liječenje miopije (kratkovidnosti) i uklanjanje astigmatizma. Tehnološki napredak, koji je svojim idejama ovaj znanstveni dvojac, omogućio je razvoj brojnih novih područja istraživanja u osnovnoj i primijenjenoj znanosti, medicini i industriji čiji se razvoj još ne naslućuje.